# Семрино
Се́мрино — посёлок в Гатчинском муниципальном округе Ленинградской области.

## История
Станция и посёлок Семрино были основаны в 1903 году на строящейся железнодорожной ветке Павловск — Вырица.
Около станции проводилась царская охота с гончими. Николай II несколько раз упоминает её в своих дневниках за 1916 год.
2 марта 1917 года на станции был заблокирован эшелон с Георгиевским батальоном во главе с генерал-адъютантом Н. И. Ивановым.
28 августа 1917 года на станции блокировали Ингушский и Черкесский полки 3-й бригады Кавказской Туземной конной дивизии.
Согласно данным переписи населения СССР 1926 года в посёлке при станции Семрино Сусанинского сельсовета Слуцкой волости Троцкого уезда проживали 82 человека, все русские.
Согласно административным данным 1933 года в состав Сусанинского сельсовета Красногвардейского района входил дачный посёлок Семрино.

План посёлка Семрино. 1939 год

Во время войны, 15 сентября 1941 года, станция и посёлок были захвачены немецкими войсками. Освобождение произошло 26 января 1944 года.
В 1952 году произведена электрификация посёлка от ГЭС, построенной в Вырице.
Станцию Семрино упоминает М. А. Шолохов в романе «Тихий Дон». Также упоминают о станции П. Н. Краснов и А. И. Деникин.
В 1958 году население посёлка Семрино составляло 2082 человек.
13 января 1984 года в районе посёлка Семрино бесследно пропал советский рок-музыкант, лидер группы «Россияне» Георгий Ордановский. 10 мая 2001 года Федеральный суд Красносельского района Санкт-Петербурга вынес решение о признании Георгия Ордановского умершим, но факт его смерти до сих пор не доказан.
По данным 1966, 1973 и 1990 годов посёлок при станции Семрино входил в состав Сусанинского сельсовета.
В 1997 году в посёлке проживали 2156 человек, в 2002 году — 2824 человека (русские — 88 %), в 2007 году — 2560.

## География
Посёлок расположен в северо-восточной части района на автодороге 41К-222 (Семрино — Ковшово).
Расстояние до административного центра поселения, посёлка Сусанино — 5 км.
В посёлке расположена железнодорожная станция Семрино.
Через посёлок протекает река Чёрная.

## Демография
| 2007 | 2010  | 2017  |
| ---- | ----- | ----- |
| 2560 | ↘2236 | ↗2588 |

### Национальный состав
Согласно данным Всероссийской переписи населения 2021 года в посёлке проживали 2017 человек, из них:
русские — 1595, узбеки — 15, цыгане — 9, украинцы — 8, азербайджанцы — 7, коми — 3, корейцы — 3, лезгины — 3, таджики — 3, татары — 3, армяне — 2, белорусы — 1, молдаване — 1, немцы — 1, туркмены — 1, чуваши — 1, другие национальности — 15 человек, остальные национальность не указали.

## Предприятия и организации
На территории посёлка располагаются следующие организации:
- Семринская сельская библиотека
- Амбулатория
- Почтовое отделение
- Путевая машинная станция № 83 (ПМС-83)
- Механизированная колонна № 20 (МК-20)
- ООО «Торговый дом „МК-20“»
- Хозяйство «Семринское»
- Магазин «Пятерочка»

## Образование
В посёлке есть начальная школа и отделение дошкольного образования:
- МБДОУ Детский сад № 39
- МБОУ Семринская НОШ[18]

## Улицы
1-я линия, 2-я линия, 3-я линия, 4-я линия, 5-я линия, 6-я линия, 7-я линия, 8-я линия, 9-я линия, 10-я линия, Большой проспект, Железнодорожная, Казармы 43 км, Казармы 44 км, Казармы 45 км, Лесная, Новая, Охотничья, Парковая, Хвойная, Школьная.